# 约翰·纽霍夫
约翰·纽霍夫（荷蘭語：Joan Nieuhof，又译约翰·尼霍夫；1618年7月22日—1672年10月8日）是一位荷兰旅行家。他写了一些有关他在巴西、中国和印度旅行的书籍。其中最著名的旅行是他在1655-1657年间从广州到北京长达2400公里的旅行，由此他成为当时在西方有关中国主题的权威作家。他把这次在中国的旅行记录在《荷使初访中国记》一书中。

## 生平
约翰·纽霍夫出生在乌埃尔森，一个位于荷德边境属于今下萨克森州的小镇。他的父亲（老家在兹沃勒）是该镇的镇长，后来约翰的兄弟之一和姐夫接任了镇长职位。在当时荷兰西印度公司一位显著人物科内利斯·扬·维岑的恩典关照下，纽霍夫在1640年作为候选后备官出发至荷属巴西。从此之后，除了在1658年和1671年两次短暂家庭访问之外，他剩下的一生都是在国外度过的。
纽霍夫在巴西受雇去探索马拉尼昂州和圣弗朗西斯科河之间的地区，他尤其在伯南布哥舰长领地周边地区作了详细的调查。当葡萄牙在葡荷冲突中得利后，纽霍夫在1649年离开了巴西。回到荷兰之后他加入荷兰东印度公司。在东印度公司供职期间他在巴达维亚（现今的雅加达）住了几年。之后在1654年他被任命由彼得·德霍耶（Peter de Goyer）和雅各布·德凯泽（Jacob de Keyser）率领的使团中的随从一职，去朝拜当时刚登基不久的清朝皇帝。该使团的目的是从清朝皇帝那里取得在中国南部海岸通商的权利。他一直在中国呆到1657年。
当荷兰人占领了马拉巴尔海岸后，他在1663年作为大使驻扎在奎隆。在此期间他为了和当地部落建立贸易关系而拜访了几个部落首领。之后，他接受了一个位于锡兰的职位，并在1663至1667年间驻扎在那里。因为作了非法的珍珠交易，他被囚禁了七个月。后来他被派至巴达维亚，并被东印度公司开除了。
在1672年他曾返回荷兰，之后在回到东印度的途中他停留在马达加斯加。在1672年10月8日，他为了寻找当地部落做贸易并为船员寻找水源，他和同伴前往内陆地区。当听到几声枪响后，船长向岛的方向派遣了第二艘船只去等待纽霍夫的返回。在等待了三天未果之后，船长认定纽霍夫和他的同伴被杀害了，于是向毛里求斯方向接着航行。位于阿姆斯特丹的管理委员会下令从好望角派遣一艘船只去接回纽霍夫和他的同伴，但没有发现他们的踪迹。

## 中国回忆录

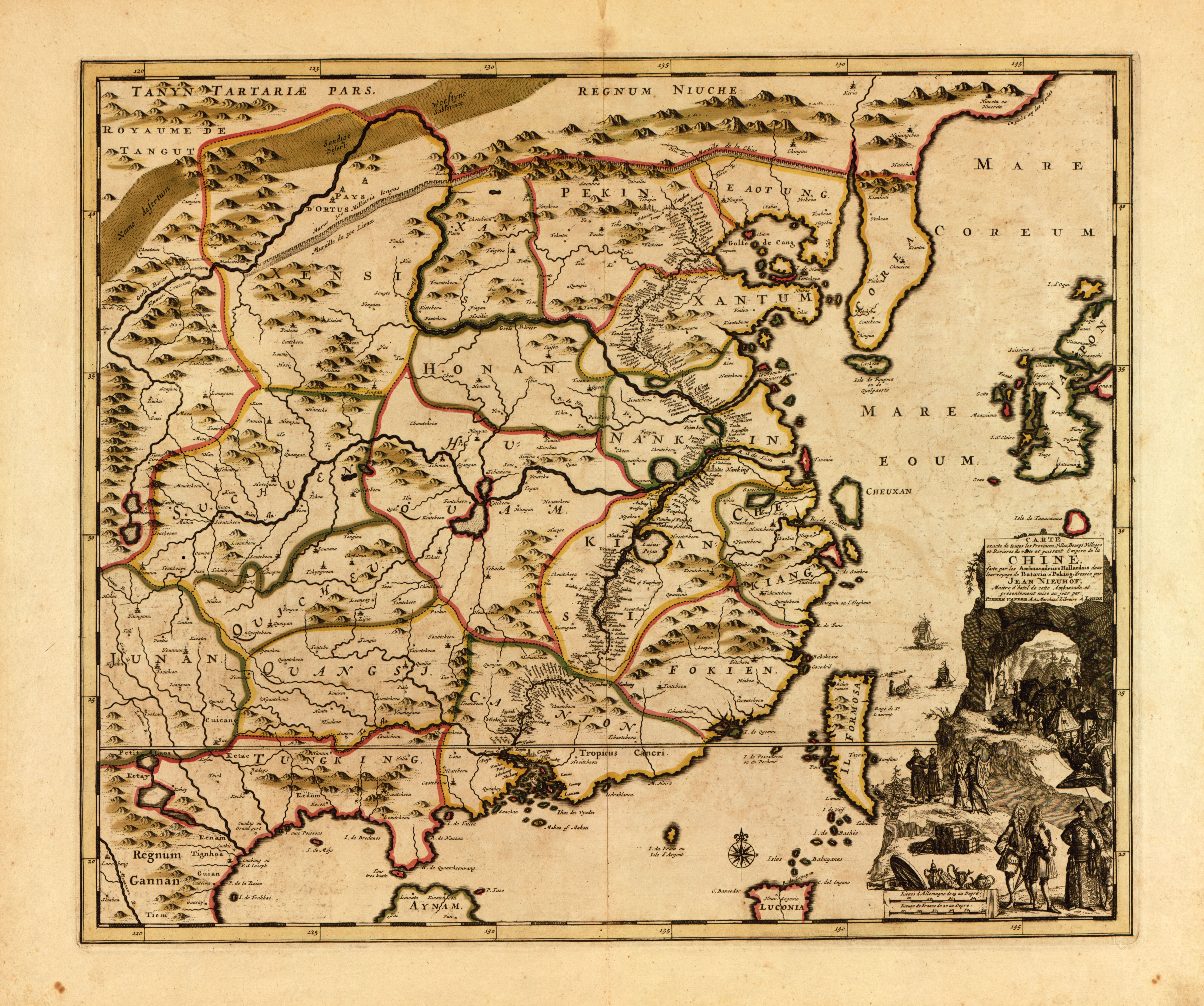
彼得·范德阿依據《荷使初訪中國記》繪製的中國地圖

纽霍夫所画的赣州风景图

在17世纪上半叶，荷兰东印度公司试图打破葡萄牙对澳门贸易的垄断地位。当试图未果后，他们在1655至1685年间派出六次使团前往北京。他们的目标是说服清朝皇帝允许荷兰东印度公司在中国南部海岸边上通商，可是最终他们然未成功。在由约安·马策伊克带领的在1655至1658年间从广州到北京的使团之一中纽霍夫被任命为随从。他们是试图讨好皇帝的第二个使团，第一个使团是由扎哈里亚斯·瓦赫纳尔带领的。纽霍夫在使团中的主要任务是安排仪式及住宿方面的事情。但他也被特别安排去逼真地绘画所有他们见到的城池、宫殿、寺庙、河流及其它值得一提的建筑。
在1656年3月17日，在就该向中国皇帝和督抚进贡事宜协商和讨论了几个月后，使团坐船从广州启程去北京。使团在同年的7月18日到达北京的皇宫。他们雇佣了耶稣会学者汤若望做翻译，汤若望向他们警告了去见皇帝潜在的危险和必须的礼仪。在9月24日，使团得到了顺治皇帝的接见。他们依照翻译的吩咐向皇帝进行了传统的磕头仪式，因为如果不这样做的话，他们非常有可能立即就被皇帝拒绝。结果皇帝允许荷兰使团每八年可以来朝廷朝拜一次，每次不能超过一百人。其时，通商的权利并没有得到讨论或准许。在10月16日使团被要求在两小时内离开北京城。他们的回程花了三个月，所以整个行程总共花了20个月零6天。
在1658年回到家后，他把他的笔记和注解交付给他的兄弟亨德里克保管。亨德里克后来在1665年编撰了一本深度研究中国的书，并附有很多图片及有关最新事件的文字和解释。这本书在1665年由雅各布·范默尔斯（Jacob van Meurs）出版（书名中文译名之一为《荷使初访中国记》）。法译本（1665）、德译本（1666）、拉丁译本（1668）和英译本（1669）相继出版，每种译本至少有两个版本。纽霍夫有关中国船只的资料也包括在尼科拉斯·维岑（Nicolaes Witsen）编写的《造船业》（Scheepsbouw，1671）一书。
来自这些使团的报告及耶稣会的报告是当时在西欧有关中国信息的仅有的可靠来源。如前所叙，作为荷兰东印度公司派往北京使团的管家，约翰·纽霍夫带有特别的使命去观察他经过的所有“农庄、城镇、宫殿、河流、...〔及其他〕建筑物”，用“直接的形式和图形”来描绘它们，以及观察结束明朝统治的鞑靼人（满族人）的历史性胜利的结果。在书中附有大约150幅插图，这是在有关中国的文献中第一次带有真实描绘自然的图片。在这之前出版的书籍中，多少具有想象的“奇闻风格”，将事实和虚构糅合在一起，把中国人描绘成幻境般的人物。与以前的书籍不一样，纽霍夫的绘画是根据他自己的观察来描绘中国人及其文化，没有添加任何怪诞的东西。
纽霍夫书中的150幅插画是尤其风行于18世纪的中国风的灵感之一。很多艺术家和建筑设计师根据这本书中的图画来设计他们的作品。这些图片的原稿于1984年在罗兰·波拿巴王子的收藏品中重新发现，波拿巴王子是一位收集马达加斯加、拉普兰和美洲原住民物品的人类学家。